# Аамір Хан
Аамір Хан (урду عامر خان, гінді आमिर ख़ान, англ. Aamir Hussain Khan; *14 березня 1965, Бомбей)  — індійський актор, продюсер, режисер, сценарист та телеведучий. Зарекомендував себе як один з провідних «революційних» акторів кіно мовою хінді. Хан — один з найпопулярніших та найвпливовіших акторів індійського кіно. Його фільми порушують безліч глибоких соціальних і психологічних питань та протистоять «солодкості боллівудського кінематографу». Серед картин, у яких знявся Хан, фільм 2009 року 3 ідіоти  та «ПіКей» 2014 року — найкасовіші Боллівудські фільми усіх часів.

## Життєпис
Народився Аамір Гусейн Хан 14 березня 1965 року у Мумбаї, в лікарні Святого сімейства Бандра, у мусульманській сім'ї. Повне ім'я актора — Моххамад Аамір Хусейн Хан. Як стверджує сам актор, його прізвище — Хусейн, а Хан — це кланове ім'я, однак Аамір Хан звучить краще.
Його батьки — продюсер та поет Тахір Хусейн та Зінат Хусейн. Аамір був старшою дитиною у сім'ї, у нього також є брат Файзал та сестри Ніхат і Фархат. Багато його родичів також пов'язані з кінематографом. Його дядькоНасір Хусейн та кузен Мансур Хан — режисери, а двоюрідній брат Тарік зіграв в таких фільмах як «Знайти один одного» та «Ми не гірші інших». Його племінник Імран Хан дебютував в кіно у 2008 році. Хоча вперше він знявся в дитячій ролі в фільмі, який зробив самого Ааміра відомим — «Вирок».
Аамір Хан належить до сім'ї індійського борця за свободу Абула Калама Азада. Також він є нащадком колишнього президента Індії, Закіра Хуссейна. А ще Хан є троюрідним братом колишнього голови Ради Штатів та поточного віце-президента Бхаратія Джаната Парті, доктора Наджма Хептуллаха.
Перші два класи Аамір провчився в JB Petit School, потім перейшов у школу Святої Анни, а останні два класи закінчував у Шотландській школі Бомбея. У шкільні роки він більше цікавився спортом, чим навчанням, грав в теніс на чемпіонатах державного рівня.
Після закінчення школи він вступив у Коледж економіки та комерції Нарсі Монджи. Приблизно в той же час Аамір приєднався до театральної групи Avantar, і, відпрацювавши за кулісами майже два роки, дебютував на сцені Прітхві Театру в гуджаратській п'єсі Kesar Bina. Він перестав відвідувати коледж після того, як закінчив стандартну загальноосвітню програму дванадцяти класів (англ. Standard 12).

## Фільмографія
Аамір Хан почав свою кар'єру в кіно у віці 8 років, у фільмі свого дядька Насира Хусейна Знайти один одного" / Yaadon Ki Baaraat  і Madhosh (1974). Через одинадцять років він знявся у дебютному фільмі свого друга Ашутоша Говарікера «Holi» (1984). Але ця його робота залишилася непоміченою.
Квитком у світ високого кіно для Хана стала провідна роль у фільмі Вирок, режисером якого був його двоюрідний брат і син Насира Хусейна — Мансур Хан. Сюжет фільму нагадує шекспірівську п'єсу Ромео і Джульєтта. Партнеркою Ааміра стала ще одна дебютантка великого кіно — акторка Джухі Чавла. Цей фільм мав комерційний успіх, затвердивши Хана як провідного актора. Вирок отримав сім нагород боллівудського Оскара — Filmfare: за найкращий сценарій (Насир Хусейн — дядько Ааміра), за найкращу режисерську роботу (Мансур Хан), за найкращий чоловічий дебют (Аамір Кхан), за найкращий жіночий дебют (Джухі Чавла), за найкращу музику (композитори Ананд Читрагуптх і Мілінд Читрагуптх), за найкращу пісню (співак Удіт Нарайян), ну і як на завершення — Вирок став найкращим фільмом року. Пізніше Indiatimes Movies заніс картину до переліку «25 фільмів Боллівуду, які необхідно подивитись».
Тандем Хана та Джухі Чавла став одним з найуспішніших у Боллівуді. Разом актори знялись у 7 картинах, серед яких такі відомі роботи як «Любов, любов, любов» (1989), «Ти мій» (1990), «Назустріч коханню» (1993) та «Пристрасть» (1997).
Маючи типову «шоколадну зовнішність», Аамір Хан миттєво став ідолом підлітків. Його наступні фільми тільки підтвердили статус романтичного героя Індії: Dil — найкасовіший фільмом року, Dil Hai Ki Manta Nahin, Jo Jeeta Wohi Sikandar, Hum Hain Rahi Pyar Ke (для якого він також написав сценарій), Хочу оженитися на донці мільйонера та інші. Більшість з цих фільмів були успішними і за оцінкою критиків, і комерційно.
У 1993 році Аамір, спільно з Робіном Бхаттом, написав сценарій фільму Назустріч любові. Продюсерами стали батьки Ааміра, а головну жіночу роль актор запропонував, звичайно ж, Джусі. За сюжетом герой Хана Рахул Мальхотра — студент коледжу, який стає опікуном загиблої у автокатастрофі сестри та її чоловіка. Також йому дістається їх майже збанкрутілий швейний бізнес. Впоратися з невгамовними дітьми йому допомагає Вайджанті Айер (Чавла) — багата дівчина, яка втекла з дому. Фільм став сенсацією року та отримав від Filmfare Awards п'ять нагород (при дев'яти номінаціях). Серед них і приз за «найкращий фільм року».
Хан продовжував зніматися в одному-двох фільмах на рік, а це незвичайна риса для зірок індійського кіно. Кар'єра Ааміра йшла вгору. Далі слідували такі успішні проєкти як «Веселун» (1995) та «Різні долі» (1995).
У 1996 році вийшов фільм Raja Hindustani — комерційний блокбастер, у якому він зіграв у парі з Карішмою Капур. Фільм приніс йому першу нагороду Filmfare як Найкращому актору, після семи попередніх номінацій.
Хоча фільм «Хочу одружитися з дочкою мільйонера» (1994), у якому Аамір зіграв з іншим відомим індійський актором Салманом Ханом, був прийнятий критиками достатньо прохолодно, глядачі його полюбили. А через декілька років картина взагалі стала культовою.
У 1997 році Аамір знявся разом з Аджаєм Девганом, Каджол і Джухі Чавлою у фільмі Пристрасть, який теж мав хороші результати в прокаті. Під час знімання актор посварився з актрисою Каджол, через свої постійні повчання як треба зіграти ту чи іншу сцену. Ворожнеча тривала близько дев'яти років. Примирення настало під час знімання фільму Сліпе кохання (2006).
У наступні роки Хан з'являвся в помірно успішних «Непідкорений долі» (1998), для якого він записав пісню, яка стала дуже популярною «Aati Kya Khandala», «Земля» (1998), «Патріот» (1999), «Буремна душа» (1999), Фатальне свято (2000).
Початок двохтисячних для актора ознаменувався виходом двох успішних фільмів — «Люблячі серця» (2001) та «Лагаан: одного разу в Індії» (2001). Останній став поворотним у житті актора. По-перше, у ньому він став не лише виконавцем головної ролі, але і як продюсером. Для цього він спільно з тодішньою дружиною Ріною Дутта створив власну продюсерську компанію Aamir Khan Productions. Хоча раніше Аамір відмовлявся від продюсування, бо на прикладі свого батька знав, наскільки це важка та невдячна робота. Але він зрадив своїм принципам заради свого давнього друга Ашутоша Говарікера, який написав сценарій до фільму і став його режисером. І не прогадав. Фільм виграв вісім нагород Національної кінопремії, дев'ять премій Filmfare Awards, дев'ять Screen Awards та десять IIFA Awards. Також «Лагаан: одного разу в Індії» номінувався на престижну американську кінопремію «Оскар» у категорії «Найкращий фільм на іноземній мові», та перемогти не зміг. Крім того, фільм зібрав позитивні оцінки критиків на кількох міжнародних кінофестивалях. Сам Хан виграв свій другий Filmfare як «Найкращий актор». Фільм продовжує залишатися одним з найпопулярніших фільмів на хінді на Заході.
Наступний фільм, який вийшов у тому ж році «Люблячі серця» (2001), теж став неймовірно популярним. У режисерському дебюті відомого боллівудського актора, режисера, продюсера та сценариста Фархана Ахтара знялись також не менш відомі Саїф Алі Хан, Акшай Кханна та Пріті Зінта.
Не дивлячись на успішність 2001 року, він став справжнім випробуванням для Ааміра — розрив та подальше розлучення з дружиною Ріною Дутта, з якою вони прожили разом 16 років (1986—2002). Причини розлучення пара так і не озвучила. Ця подія настільки сильно вплинула на Ааміра, що він пішов з кіно та взагалі перестав з'являтися на публіці. Одним з тих, хто допоміг актору позбутися сильної депресії, став Салман Хан, з яким вони разом знімались в успішному «Хочу одружитися з дочкою мільйонера» (1994).
Повернення на великий екран відбулося лише у 2005 році з фільмом «Повстання». Картина розповідає про Мангала Пандея, який розпочав армійський бунт і, як наслідок, — першу індійську війну за незалежність.
Наступний творчий період Ааміра, який розпочався у 2005 році та продовжується досі, характерний лише успішними проєктами — як комерційно, так і за оцінкою критиків.
У 2006 році Хан зіграв юного бунтівника у фільмі «Колір шафрану» — один з його перших фільмів, який пронизаний соціальною тематикою. Фільм став другим продюсерським досвідом його компанії Aamir Khan Productions. Ця картина принесла актору премію Filmfare від критиків за найкращу чоловічу роль. Фільм став одним з найкасовіших фільмів року, і був обраний як найкращий фільм від Індії на кінопремію Оскар. Хоча стрічка не потрапила у шорт-ліст, вона отримала номінацію за найкращий іноземний фільм на BAFTA Awards в Англії.
Далі була «Сліпа любов» (2006), у якому Аамір ділив знімальний майданчик зі знаменитою Каджол. До речі, ця картина стала першою для акторки після п'ятирічною перерви. Картина стала однією з найкращих картин року у Боллівуді.
Після цього прийшов час і для режисерського дебюту Ааміра Хана — «Зірочки на землі». У цій картині він знявся у головній ролі, а також спродюсував її. Вона стала третім творінням Aamir Khan Productions. Актор зіграв головну роль — вчителя, який зумів розгледіти в учні (Дарзіл Сафарі) причину його невдач та поганої поведінки — хворобу під назвою дислексія. Цей фільм наочно демонструє недосконалість системи освіти. Фільм викликав справжній резонанс і забрав у свою скарбничку велику кількість нагород. Її навіть представили від Індії на 81 премію Оскар, але він знову не зміг увійти у шорт-ліст. «Зірочки на землі» виявилися комерційно успішними і стали популярними як в Індії, так і за її межами.
У 2008 році Хан з'явився у картині «Гаджині». Ще один комерційно успішний фільм, що став найкасовішим фільмом у Боллівуді цього року. За свою гру у фільмі, Хан отримав кілька номінацій «Найкращий актор» на різних церемоніях нагородження, а також його п'ятнадцяту номінацію Filmfare як «Найкращий актор».
У 2008 році дебютує племінник актора — Імран Хана у фільмі «Знаєш чи не знаєш?..», продюсером якого став сам Аамір та його компанія Aamir Khan Productions. Фільм мав великий успіх в Індії, і зрештою дарував Хану ще одну номінацію як «Найкращий фільм» на премії Filmfare.
У 2009 році Хан зіграв головну роль у фільмі "3 ідіоти. Фільм став найкасовішим Боллівудським фільмом усіх часів в Індії, побивши попередній рекорд, встановлений його ж фільмом «Гаджині». "3 ідіоти також став одним з небагатьох індійських фільмів, який мав нечуваний успіх закордоном, особливо у Східній Азії, і в кінцевому підсумку приніс зарубіжну касу у 25 млн. US$, що зробило його найкасовішим Боллівудським фільмом усіх часів на закордонних ринках. Він мав стати першим індійським фільмом, який мав офіційно вийти на YouTube, протягом 12 тижнів для показу у театрах 25 березня 2010, але врешті-решт офіційно вийшов на YouTube у травні 2012. Фільм також виграв завоювавши шість Filmfare, включаючи найкращий фільм і найкращу режисуру, десять нагород Зірка екрану і шістнадцять нагород премії IIFA.
У 2010 помер батько актора. Ця подія настільки його вразила, що рік він не знімався. Але в цьому році відбувся режисерський дебют дружини Ааміра Хана Кіран Рао «Щоденники Мумбая». Фільм спродюсувала компанія Хана Aamir Khan Productions, а сам він зіграв у ній одну з головних ролей. Фільм отримав схвальні відгуки та великі касові збори за кордоном. Також у цьому році Aamir Khan Productions випустив малобюджетний, але комерційно успішний фільм «Життя Піплі» (2010). Цей фільм номінувався від Індії на 81 кінопремію Оскар, але знову не потрапив у шорт-ліст.
У 2011 Aamir Khan Productions випустив молодіжну комедію «Прогулянка по Делі», у якій знявся племінник актора Імран Хан. Фільм виявився дуже успішним, сам же Аамір знявся камео у пісні «I Hate You (Like I Love You)», в ролі Елвіса.
«Talaash» (2012) — восьма картина, яку спродюсувала компанія Aamir Khan Productions, і восьма поспіль успішна. У цьому нео-нуар фільмі Аамір зіграв поліцейського, який розслідує загадкове вбивство кінозірки. Знімальний майданчик з автором ділили його партнерки по інших його відомих фільмах — Рані Мухерджі, яка дебютувала з Ханом у фільмі «Непідкорений долі» та партнерка Ааміра по фільму «3 ідіоти» Карина Капур.
Наступним фільмом Ааміра став «Байкери 3». Крім нього у ньому знялись Абхішек Баччан, Удай Чопра та Катрина Каїф. Картина вийшла у прокат 20 грудня 2012 року і стала неймовірно комерційно успішною, побивши усі касові рекорди, які існували до цього. Картина стала найкращим фільмом 2013 року, а також отримала статус «блокбастер на усі часи».
2014 рік ознаменувався виходом ще одної неймовірно популярної картини «ПК», у якій Хан зіграв прибульця, який намагається розібратися у суміші релігій сучасної Індії. Цей фільм зняв режисер Раджкумар Хірані, який раніше створив у співпраці з Ааміром ще один блокбастер — «3 ідіоти». У фільмі також знялись Анушка Шарма, Сушант Сінгх Раджпут, Боман Ірані та Санджай Датт. Цей фільм став для Ааміра четвертим зі статусом «блокбастер усіх часів». А сам Аамір отримав багато схвальних відгуків від критиків.

### Телебачення
У серпні 2011 року, Хан почав переговори з BIG Synergy Сіддхартха Басу щодо створення ток-шоу, схожого на «Шоу Опри Вінфрі». 6 грудня 2012 року довгоочікуване шоу «„Satyamev Jayate“» дебютувало англійською й усіма великими індійськими мовами. Шоу відразу ж стало популярним та найобговорюванішим у індійському суспільстві. На шоу обговорюють важкі соціальні теми, які у Індії прийнято замовчувати: примусові аборти, сексуальне насилля над дітьми, договірні шлюби тощо. Журналісти та громадські діячі схвалюють Ааміра Хана за неймовірно важливі теми, які він підіймає у своїх програмах, соціальну активність, старанність і бажання поліпшити життя громадян. У своєму огляді, Риту Сінгх IBN Live заявив, що: «Аамір Хан заслуговує оплесків за оприлюднення важливих питань і представлення їх попри жорсткість цензури. Кількість досліджень Ааміра і його команди вражає». Крім великої соціальної значущості, Аамір Хан отримує 30 млн рупій за епізод, і це робить його найвисокооплачуванішим господарем на індійському телебаченні (станом на червень 2012 року).

## Особисте життя
Першою дружиною Ааміра Хана стала Ріна Дутта, яка зіграла невелику роль у фільмі, який зробив актора знаменитим — «Вирок». Вони одружилися 18 квітня 1986 року. Від цього шлюбу у нього є двоє дітей — син Джунаїд та донька Айра. У грудні 2002 року пара розлучилася.
28 грудня 2005 року Хан одружився вдруге на режисері та продюсері Кіран Рао. Вони познайомились у 2001 році на зніманні фільму «Лагаан: Одного разу в Індії», де Кіран була асистентом режисера Ашутоша Говарікера. 5 грудня 2011 року Хан та його дружина повідомили про народження свого сина Азада Рао Хан. Дитину для боллівудської пари виносила та родила сурогатна мати, ім'я якої невідоме.
Брат Ааміра — Фасаїл Хан, хворий на шизофренію. 2007 року Аамір програв судову справу щодо опіки Фасаїла своєму батькові Тахіру Хуссейну. 2 лютого 2010 року Тахір Хуссейн помер, після чого Аамір отримав право на опіку над молодшим братом, а також забрав до себе і свою маму Зінат.

## Фільмографія

### Актор
- 2017 — Таємна суперзірка - Шахті Кумар
- 2016 — Дангал - Махавір Сінгх Пхогат
- 2014 — «ПіКей» / PK — ПіКей
- 2013 — «Байкери 3» / Dhoom 3 — Сахір та Самір Хани
- 2012 — «Talaash» / Talaash — Суржан Сінгх Шекхават
- 2010 — «Щоденники Мумбая» / Dhobi Ghat — Арун
- 2009 — «3 ідіоти» — Ранчодас «Ранчо» Шамалдас Чанчад / Фуншук Вангду
- 2008 — «Гаджині» / Ghajini — Санджай «Санжу» Сінгханія / Сачін
- 2007 — «Зірочки на землі» / Taare Zameen Par — Рам Шанкар Нікумбх
- 2006 — «Сліпа любов» / Fanaa — Рехан Кадрі
- 2006 — «Колір шафрану» / Rang De Basanti — Даліджит «Ді Джей» / Чандрашекхар Азад
- 2005 — «Rising: Ballad of Mangal Pandey» / Rising: Ballad of Mangal Pandey — сіпай Мангал Пандей
- 2001 — «Люблячі серця» / Dil Chahta Hai — Акаш Малхотра
- 2001 — «Лагаан: Одного разу в Індії» / Lagaan: Once Upon a Time in India — Бхуван
- 2000 — «Рокове свято» / Mela — Кішан Пьяре
- 1999 — «Буремна душа» / Mann — Каран Дев Сінгх
- 1999 — «Sarfarosh» / Sarfarosh — Аджай Сінгх Ратход
- 1998 — «Земля» — Діл
- 1998 — «Непідкорений долі/Ghulam» — Сіддхартх Маратхе
- 1997 — «Ishq» / Ishq — Раджа
- 1996 — «Раджа Хіндустані» / Raja Hindustani — Раджа Хіндустані
- 1995 — «Різні долі» / Akele Hum Akele Tum — Рохіт Кумар
- 1995 — «Веселун» / Rangeela — Мунна
- 1995 — «Aatank Hi Aatank» — Рохан
- 1995 — «Поєдинок» / Baazi — інспектор Аман Дамджі
- 1994 — «Хочу одружитися з дочкою мільйонера» — Амар Манохар
- 1993 — «Назустріч коханню» / Hum Hain Rahi Pyar Ke — Рахул Малхотра
- 1993 — «Pehla Nasha» — у ролі самого себе, камео
- 1993 — «Damini» / Damini — Lightning — у ролі самого себе, камео
- 1992 — «Time Machine» /Time Machine
- 1992 — «Земля Бансілала» / Isi Ka Naam Zindagi — Чхоту
- 1992 — «Daulat Ki Jung» — Раджеш Чаудрі
- 1992 — «Суперники» / Jo Jeeta Wohi Sikandar — Санджайлал Шарма
- 1992 — «Parampara» / Parampara — Ранвір Прітхві Сингх
- 1992 — «Sahebzaade»
- 1991 — «Серцю не накажеш» / Dil Hai Ki Manta Nahin — Рагху Джейтлі
- 1991 — «Казка про кохання» / Afsana Pyar Ka — Радж
- 1990 — «Перший номер» / Awwal Number — Санні
- 1990 — «Немає такого закоханого, як я» / Deewana Mujh Sa Nahin — Аджай Шарма
- 1990 — «Jawani Zindabad» — Шаші Шарма
- 1990 — «Dil» / Dil — Раджа
- 1990 — «Ти мій» / Tum Mere Ho — Шива
- 1989 — «Любов, любов, любов» / Love Love Love — Аміт Верма
- 1989 — «Raakh» — Амір Хуссейн
- 1988 — «Вирок» — Радж
- 1984 — «Holi» — Мадан Шарма
- 1974 — «Madhosh» — дитина-артист
- 1973 — «Знайти один одного» / Yaadon Ki Baaraat — молодий Ратан

### Продюсер
- 2010 — «Життя Піплі»
- 2009 — «Прогулянка по Делі»
- 2008 — «Чи знаєш ти…» / Jaane Tu
- 2007 — «Зірочки на землі» / Taare Zameen Par
- 2001 — «Лагаан: Одного разу в Індії» / Lagaan: Once Upon a Time in India

### Сценарист
- 1993 — «Назустріч коханню» / Hum Hain Rahi Pyar Ke

### Режисер
- 2007 — «Зірочки на землі» (англ. Taare Zameen Par)

## Цікаві факти
- Аамір — єдиний актор Боллівуду, який вже майже 15 років (2001—2015) тримає планку найуспішнішого актора. За цей час у нього не було жодного провального фільму.
- Аамір — відомий сім'янин. Він не знімається більше, ніж в одному фільмі у рік, щоб не покидати дім надовго. Ще одне правило: він не працює по неділям. Цей день він присвячує лише своїй сім'ї, грає в шахи та слухає старовинні мелодії.
- Актор відомий своєю любов'ю до жартів та розіграшів. Одного разу він за це поплатився: на зніманні фільму «Пристрасть» після одного такого невинного жарту Джухі Чавла образилась на нього. Відтоді актори не знімаються разом. Однак, після більш як десяти років сварки вони все ж змогли помиритися, і 25-річчя їхнього дебютного фільму «Вирок» святкували разом.
- Аамір дуже любить грати в шахи. Також він залюбки грає в крикет. А завдяки своїй грі в теніс одного разу він став чемпіоном штату.
- Улюблений письменник — Лев Толстой. Хан часто його цитує.
- Одне з правил Ааміра — не повторюватись. У кожному новому фільмі у актора інша зовнішність та ім'я, на відміну від інших боллівудських акторів, які нерідко експлуатують один образ і навіть ім'я. Зовнішність Ааміра з фільму «Люблячі серця» (2001) Filmfare визнав найкращою зачіскою в історії Боллівуду.
- Актор признає лише нагороди рівня Національної кінопремії та Оскар. На церемоніях нагород він не з'являється.
- Аамір — справжній перфекціоніст. За це в Боллівуді його називають «Містер Досконалість».
- Ааміра Хана в Боллівуді називають таємним режисером, маючи на увазі, що в якому б фільмі він не знімався, він завжди втручається у процес виробництва та впливає на кінцевий результат картини.
- Кіран Рао ласкаво називає чоловіка «Chholte».
- Актор — великий шанувальник Альфреда Хічкока.
- Як співак Аамір виступав у двох фільмах: «Непідкорений долі» (1998) і «Буремна душа» (1999). У першому актор виконав пісню «Aati Kya Khandala», яка стала дуже популярною в Індії та зайняла перші рядки багатьох хіт-парадів. До цих пір ця композиція залишається однією з найкращих в історії Боллівуду.